# Gonomyia (Leiponeura) furcillata
Gonomyia (Leiponeura) furcillata is een tweevleugelige uit de familie steltmuggen (Limoniidae). De soort komt voor in het Afrotropisch gebied.